# Ким Катрал
Ким Виктория Катрал (на английски: Kim Victoria Cattrall) (родена на 21 август 1956 г.) е английско-канадска актриса. Известна е с ролята си на Саманта Джоунс в сериала „Сексът и градът“ (1998-2004) на HBO, за която получава Златен глобус за Най-добра поддържаща актриса за 2002 г. Отново играе същата роля във филмите „Сексът и градът“ (2008) и „Сексът и градът 2“ (2010).